# Магре-сулла-Страда-дель-Віно
Магре-сулла-Страда-дель-Віно, Маґре-сулла-Страда-дель-Віно (італ. Magrè sulla Strada del Vino) — муніципалітет в Італії, у регіоні Трентіно-Альто-Адідже, провінція Больцано.
Магре-сулла-Страда-дель-Віно розташоване на відстані близько 500 км на північ від Рима, 26 км на північ від Тренто, 27 км на південний захід від Больцано.
Населення — 1301 особа (2014).

## Демографія
Населення за роками:

Станом на 1 січня 2023 року в муніципалітеті офіційно проживали 163 іноземці з 33 країн, серед них 39 громадян країн Євросоюзу та 2 громадяни України.

## Сусідні муніципалітети
- Кортачча-сулла-Страда-дель-Віно
- Кортіна-сулла-Страда-дель-Віно
- Енья
- Ровере-делла-Луна
- Салорно